# Bassin du Columbia
Le bassin du Columbia est le bassin versant du fleuve Columbia.
Il a une superficie d'environ 670 000 kilomètres carrés, soit la quasi-totalité de l'Idaho, une vaste zone de la Colombie-Britannique, de l'Oregon et de Washington, et de petites portions du Montana, du Wyoming, de l'Utah et du Nevada pour une surface totale proche de la taille totale du territoire français (territoire métropolitain et zones d'outre-mer, Terre Adélie exclue).